# Cinematografía digital

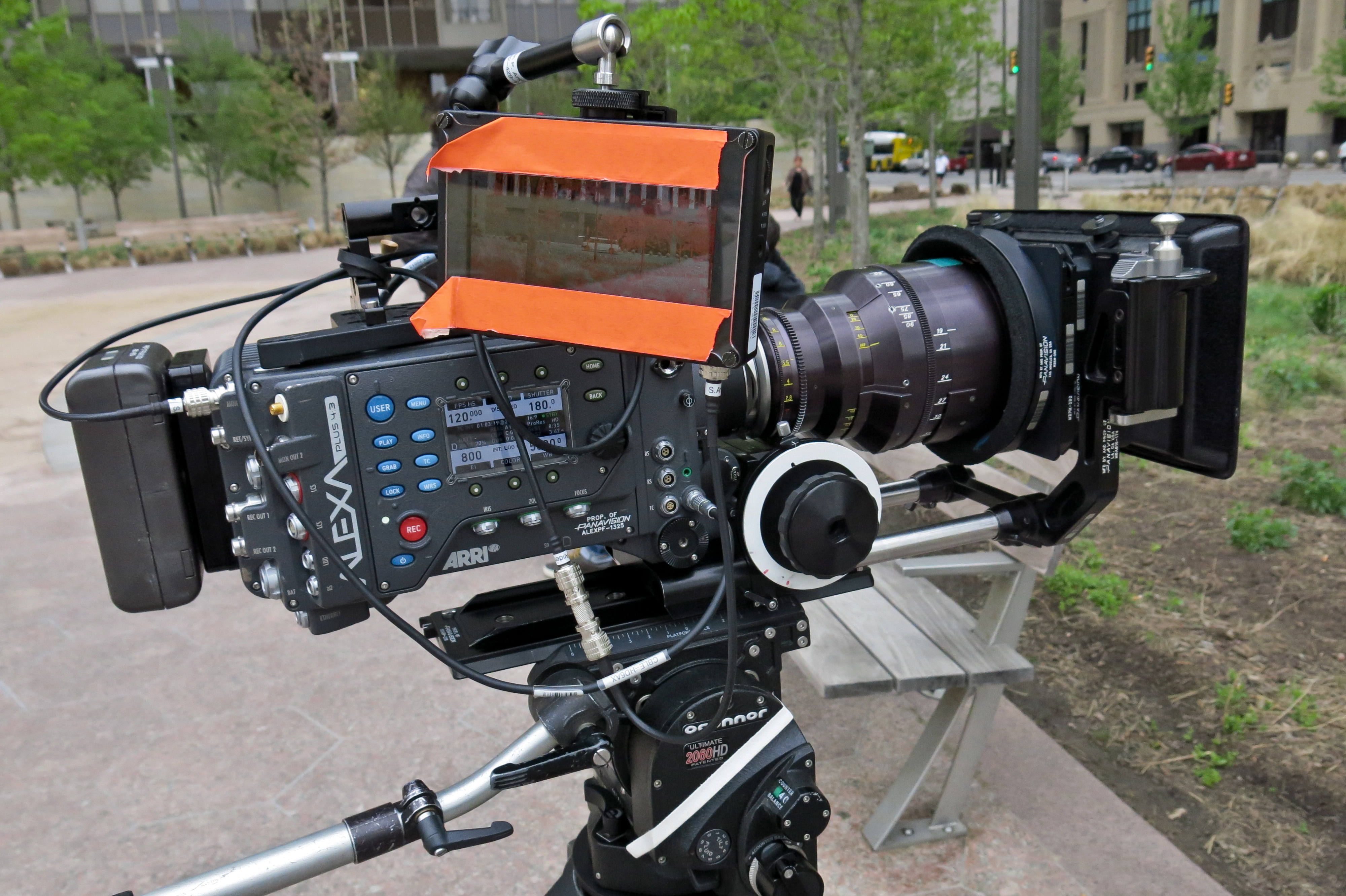
Cámara digital Arri Alexa

La cinematografía digital es aquella especialidad de la cinematografía que utiliza la tecnología digital para grabar, distribuir y/o proyectar películas.
Generalmente, se caracteriza por la alta resolución de las imágenes, porque prescinde de algunos aspectos asociados a la proyección mecánica de las películas y por las sobresalientes posibilidades de posproducción por medios informáticos. Sin embargo el cine celuloide contiene más resolución e información en el fotograma que el cine digital, sobre todo el matizado del color es más natural y puro y la resolución mayor.
El cine digital se graba utilizando una representación digital del brillo y el color en cada píxel de la imagen, en lugar de quedar fijada por emulsión química en el filme de celuloide tradicional. La película final puede ser distribuida vía disco duro, DVD, satélite o internet y puede proyectarse usando un proyector digital en lugar del proyector tradicional.
Un formato común para trabajar en posproducción digital es el DPX, el cual representa la densidad del negativo escaneado en un formato de 10 bits. También es frecuente que se utilice un archivo para cada cuadro, que puede alcanzar los 20 o 50 megas.  Aunque en cámaras Canon EOS Cinema en específico, la cámara C500 y utilizando el grabador Convergent Design Odyssey Q7 los archivos oscilan en los 11 Mb, trabajando a 10-bits, 22 Mb trabajando a 12-bits. Cuando trabajas en 12-bits, el grabador genera archivos .rmf, los cuales deben ser transcodificados a DPX.
Las películas de bajo presupuesto y con medios limitados están cada vez más siendo rodadas en digital (aunque a menudo no con cámaras de alta definición). Con la creciente popularidad de esta tecnología en los últimos tiempos, los festivales especializados en cine digital son hoy comunes por todo el mundo. El pionero y mayor de ellos es el Onedotzero, celebrado en Londres desde 1996.
Por el momento, muchos objetivos de las cámaras electrónicas no se fijan en este mercado. El público al que se dirigen es generalmente el de festivales sin ánimo de lucro y las piezas se frecuentan más a menudo en vídeo que en cine. Cuando estos productos se lanzan al mercado es casi siempre en formato DVD, por lo que se les puede considerar productos para televisión sin emisión.

## Desarrollo de la tecnología digital
Los comienzos en los años 40
Aunque el fenómeno del cine digital ha recibido una gran publicidad en los últimos años, no es realmente un nuevo concepto: antes de ser re introducido como “cine digital” a finales de los 90, se le conoció durante años como “cine electrónico”.
Sony se lanzó a comercializar el concepto de “cine digital” ya a finales de los 80, usando cámaras HDTV analógicas basadas en tubos, con más bien poco éxito en un principio. No fue hasta 1998, al ser capaces de desarrollar y comercializar cámaras CCD manejables de 1920x1080 pixeles que incluían grabadoras HD Digital Betacam, cuando la industria comenzó a tomarse en serio este nuevo medio. En cualquier caso, al estar basadas en las antiguas tecnologías analógicas, esta temprana tecnología digital no ofrecía grandes diferencias, incluso en lo referente a la calidad de imagen.
Desde finales de los 80 hubo varios proyectos cinematográficos, en cierto sentido experimentales, que usaban tanto cámaras como proyectores digitales, pero ninguno con gran éxito comercial. Una de las primeras proyecciones verdaderamente digitales fue el cortometraje Driven Together, de David M. Kaiserman, en 2000. La primera secuencia que utilizó secuencias generadas por computadora fue Tron, producida por Disney en 1982. Se utilizaron casi treinta minutos de animación generada por computadora, en combinación con los personajes de la película. Aun así, la película contiene menos imágenes generadas por computadora de lo que generalmente se pudiera suponer, ya que realmente muchos de los efectos que parecen haber sido hechos por computadora fueron creados usando efectos ópticos tradicionales: con una técnica conocida como “animación con luz de fondo”, las escenas en vivo dentro del mundo de la computadora fueron filmadas en blanco y negro, impresas en películas de formato grande y alto contraste, después coloreadas con técnicas tradicionales de fotografía y técnicas rotoscópicas, consiguiendo así un aspecto “futurista” y “tecnológico” (al menos para los parámetros del momento). En cualquier caso, el proceso fue inmensamente laborioso y no ha sido repetido por ninguna otra película; con tantas capas de alto contraste y negativos de formato grande, se necesitaron grandes cantidades de filme cinematográfico, aumentando el coste sobremanera. Para crear esta película, Disney tuvo que adquirir el The Foonly F-1, un ordenador de la serie PDP-10 de la más puntera tecnología en su momento. Aunque hoy pueda parecer algo tosca (y sin entrar a valorar temas creativos o de guion), la película ha sido ovacionada por ser un hito en la animación por computadora. Y aunque la película inicialmente no tuvo éxito, se ha convertido en filme de culto por ser pionero en el uso de gráficos generados por ordenador, inspirando muchos populares videojuegos.

### Los 90: la expansión del digital
En los años 1990, el cine comenzó un proceso de transición, del soporte fílmico a la tecnología digital. Aunque el primer film con efectos especiales digitales fue Tron, ya en 1982, no fue hasta mediados los noventa donde la tecnología digital desembarcó en la industria cinematográfica, ya sea en grandes producciones que hicieron uso extensivo de la tecnología digital, como las nuevas películas de Star Wars o Matrix, hasta las películas hechas íntegramente en computadora, de la mano de Pixar y otras compañías. Mientras tanto, en el ámbito del vídeo doméstico, surgió un soporte digital, los DVD aparecen como nuevo estándar.
Hoy en día, Estados Unidos se prepara para equipar todas sus salas con proyectores digitales, y los fabricantes hacen líneas especiales de cámaras digitales para cine profesional, controladores de colorimetría y ediciones para sustituir la película. Los diferentes formatos de HD, respecto al 35 mm, ofrecen presupuestos más bajos, facilidad de manipulación en el montaje, agilidad en el tratamiento y facilidad de introducción de técnicas de síntesis digitales. George Lucas y James Cameron, por ejemplo, han utilizado estos sistemas de HD que gran calidad, de tal manera que el resultado final es casi idéntico al film en algunos casos. Otros directores, como Steven Spielberg se rehúsan a migrar al digital y siguen haciendo sus películas en film, e incluso editando en moviola.

### La actualidad
Teniendo en cuenta los constantes impulsos a la tecnología digital año tras año, parece que el futuro del cine es ser digital en los próximos 10 o 20 años. En cualquier caso, el cine digital todavía tiene que recorrer bastante camino antes de reemplazar por completo al celuloide: durante los últimos 100 años todas las películas han sido grabadas en filme tradicional y todos los estudiantes de cine han aprendido cómo manejar una cámara de 35mm; sin embargo, la tecnología digital, especialmente el equipo de alta definición, todavía no ha tenido tiempo de conseguir una extensa aceptación, pese a que la creciente popularidad de la videocámara de alta definición (de menos de 2048 pixeles horizontales) en el campo de la televisión ha incentivado ciertamente el desarrollo en cine de las cámaras de 4096 pixeles y más, así como la tecnología de posproducción. Pero no es cierto que estas cámaras graban a 4k; solo interpolan la imagen y no pueden compararse al 16mm,35mm,65mm,70mm, y vista visión.
Los primeros sistemas de película digitales escaneaban las imágenes, las cámaras grababan y transferían estas imágenes para la proyección. Los actuales sistemas usan tanto cámaras digitales como proyectores digitales. Los proyectores digitales capaces de una resolución de 2048 pixeles horizontales comenzaron a desarrollarse en 2005 y su avance es cada vez más acelerado. La televisión y los discos de alta definición están ejerciendo una fuerte presión para que los cines ofrezcan algo mejor que sea capaz de competir con la alta definición doméstica. Una sala de cine digital debe ser capaz de ofrecer a la audiencia alta definición de vídeo, de audio, subtítulos y otras características, amén de actualizarse continuamente con los últimos avances tecnológicos (mejoras en la definición, cifrado por parte de los distribuidores...).
Con la rápida difusión del digital y la proliferación de formatos, el Digital Cinema Iniciativas (DCI), trabajando junto con miembros del comité SMPTE de protocolos, publicó un sistema de especificaciones que han adoptado las mayores productoras estadounidenses. Resumiendo, los protocolos indican que las imágenes sean codificadas con el estándar ISO/IEC 15444-1 "JPEG2000" (.jp2) y que se use el espacio de color CIE XYZ a 12 bits por componentes codificado en una gamma de 1/2.6; que para el audio se utilice el formato “Broadcast Wave” (.wav) a 24 bits; también hablan del cifrado y otros detalles técnicos.

## Cine digital frente a celuloide

### La batalla teórica
El cine digital ha generado abundantes disputas en torno a la naturaleza intrínseca del cine. Las posturas van desde los entusiastas que ven en la tecnología digital la panacea y los avances que el lenguaje cinematográfico venía solicitando desde hace mucho tiempo (como el popular George Lucas), hasta los detractores más acérrimos que ven en el digital la pérdida de la esencia de la mirada fílmica (como los directores españoles Víctor Erice o José Luis Guerín). Se ha dicho incluso que el cine digital supone otra clase de experiencia visual totalmente distinta al cine grabado químicamente y proyectado mecánicamente. En cualquier caso, y pese a que la mayoría de las películas comerciales actuales y los programas televisivos de primera línea (al menos en Estados Unidos) todavía son filmados con película de celuloide tradicional, lo cierto es que el avance del cine digital parece ya una evolución.
Algunos puristas argumentan que el digital no consigue la misma “sensación” que una película grabada en celuloide. Aunque esto es una materia de preferencias personales más que otra cosa, las cámaras digitales han evolucionado rápidamente y la calidad se incrementa drásticamente de cada generación de hardware a la siguiente pero aun así no logran imitar ni asemejarse al celuloide en resolución y naturalidad. También existe el contra-argumento de que al pasarse la mayoría de películas de nuevo a rollo de película para su proyección en las salas, la “sensación” del celuloide retorna a la audiencia. Aunque, al menos en la actualidad, las cámaras digitales no pueden alcanzar el mismo nivel de calidad de imagen que un filme de 35 mm, hay quien piensa que el color y la claridad son mejores en digital aunque no es así.
A finales del siglo pasado, numerosos directores notables declararon haberse “convertido” al cine digital, entre los que se incluyen George Lucas, Robert Rodriguez, David Fincher, David Lynch, Lars von Trier o James Cameron. Algunos, como James Cameron y George Lucas, incluso declararon públicamente que jamás volverían a rodar con película tradicional. Otros, como Steven Soderbergh o Michael Mann, aunque no han llegado tan lejos en sus declaraciones, han grabado de forma experimental parte de sus últimas películas en digital. En el extremo opuesto, directores tales como Steven Spielberg, Martin Scorsese, Quentin Tarantino, Tim Burton, Ridley Scott u Oliver Stone, defienden continuar realizando películas con filme tradicional e incluso opinan que nunca podrá ser superado por la tecnología digital. Otros directores, como Víctor Erice o José Luis Guerín, especialmente los dedicados a un cine más minoritario, también se sitúan como acérrimos defensores del celuloide y sin embargo ruedan sus últimas películas con cámaras digitales, puesto que no pueden asumir los costes del analógico.

### Democratización
Una de las grandes esperanzas que hay puestas en la tecnología digital es que democratizará el mundo del cine y abolirá las barreras económicas a la hora de realizar películas, dado lo barato que puede resultar la grabación digital y la posibilidad de pasar el material a vídeo y editarlo en un ordenador doméstico. Sin embargo, esto puede resultar más complicado de lo que parece a simple vista.
De entrada, el coste del celuloide y el laboratorio supone sólo en torno al 1% del coste total de una típica producción de Hollywood o de otros centros de cine comercial como Bollywood en Bombay, por lo que el ahorro en términos totales no es tan significativo.
Por otro lado, aunque lo económico de la realización pueda permitir a mucha gente grabar películas, continúa siendo necesario que sea distribuida para llegar al público, y aquí aparece un mundo mucho más complejo. Se estima que se graban en digital cerca de 5000 películas comerciales al año. Habida cuenta de esta cantidad, se entenderá que los realizadores digitales puedan tener dificultades incluso para que los distribuidores vean sus productos y, en cualquier caso, raramente tendrán voz y voto en las negociaciones de la distribución.
En cualquiera de los caso, la actual estructura de distribución puede verse alterada por la economía a una escala mucho mayor que por la propia realización cinematográfica. Si el método de distribución tradicional cambia en el futuro hacia un producto de accesibilidad más directa, entonces los realizadores digitales serán capaces de superar los actuales obstáculos de la distribución tradicional del celuloide. Ciertamente pueden crearse nuevos obstáculos a la hora de distribuir el producto final, pero éstos no dependerán tanto de necesidad monetaria dado que distribuir una película en formato digital es, al menos teóricamente, notablemente más barato que producir todas las impresiones finales necesarias en celuloide. Este método tradicional de distribución requiere grandes sumas de dinero para que la película final pueda llegar a cientos de salas de proyección, que al fin y al cabo en uno de los pasos finales para que una película dé beneficios económicos. Tanto es así que tradicionalmente, por lo general una película no puede llevarse a cabo hasta ser aprobada por una empresa distribuidora, que invertirá dinero en ella si cree que va a recuperarlo y ganar más.

## Tecnología digital

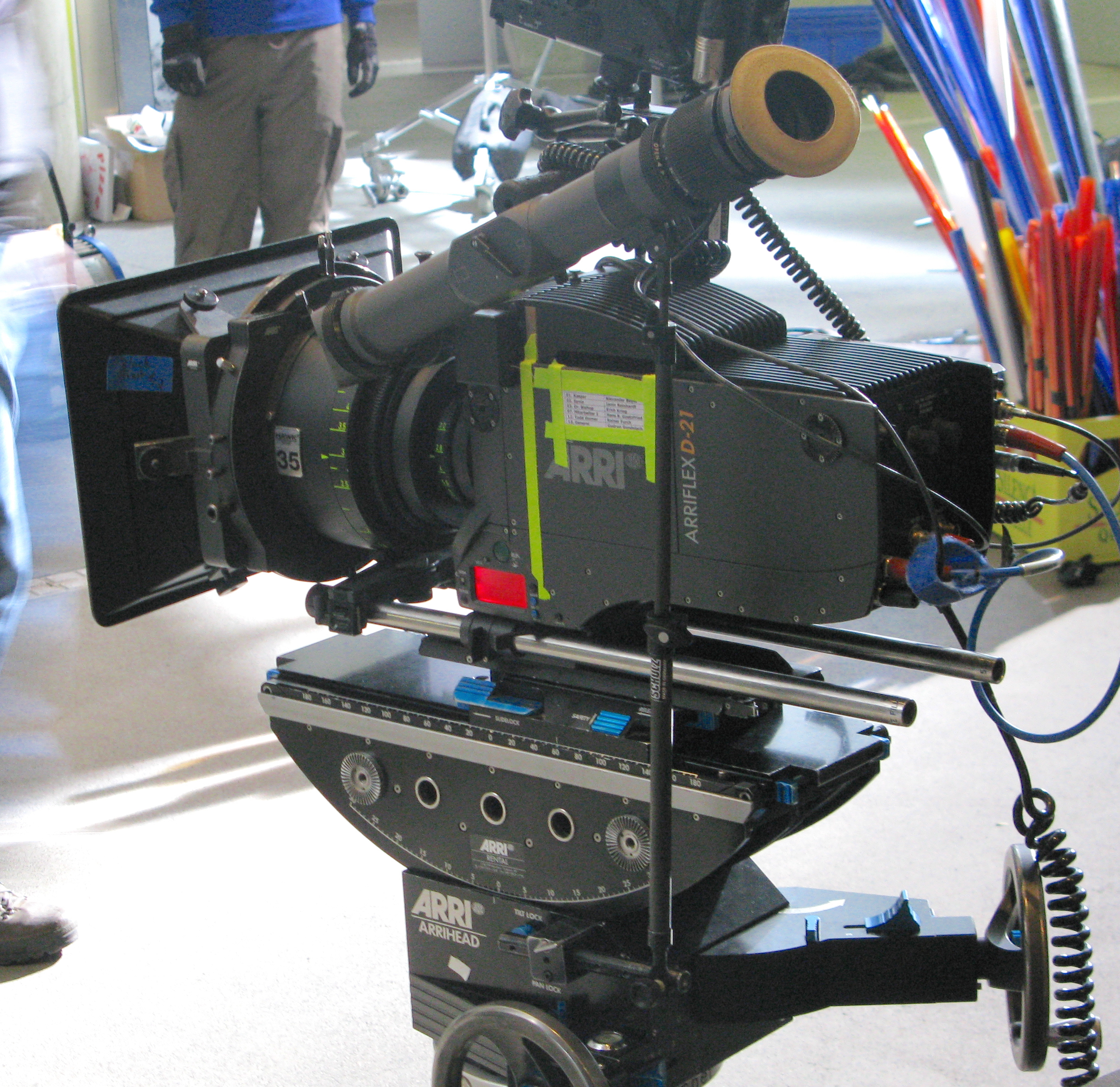
La cámara de película Arriflex D-21 de la empresa muniquesa Arri.

### Características de la tecnología digital
El video digital permite una posproducción mucho más flexible y una infinidad de posibilidades impensables o extremadamente costosas usando técnicas fotoquímicas como el film óptico tradicional.
Los sistemas digitales tienen mucha mayor resolución que los sistemas de vídeo analógicos, tanto en la dimensión espacial (número de pixeles) como en la dimensión tonal (representación del brillo). También tienden a tener un mayor control sobre la colorimetría durante el proceso de producción.
El proceso químico iniciado al exponer el celuloide a la luz ofrece la posibilidad de diversos resultados, a los que un buen cineasta es capaz de sacar partido. Por el contrario, cada cámara digital da una única respuesta a la luz y, aunque simplifica el proceso, es muy difícil predecir el resultado sin verlo en un monitor, aumentando la complejidad de la iluminación.
Las cámaras de cine no presentan dificultad para filmar en situaciones de alto contraste lumínico, como la luz del sol directa. En estos casos la información de luces y sombras aparece en la imagen filmada y no se pierde para siempre, recreada . Algunos directores han optado por elegir la mejor opción para cada caso, usando el vídeo digital para las grabaciones nocturnas y en interiores y la tradicional película cinematográfica para exteriores de día.
La digitalización permite un almacenaje de información y películas que resiste infinitamente peor que el celuloide el paso del tiempo; de hecho, puede llegar a considerarse perecedera, aunque hay voces que discrepan. Además, permite un considerable ahorro de espacio físico a la hora de almacenar películas. Pese a esto, algunos consideran que, actualmente, el filme de celuloide no sigue siendo, en muchos sentidos, mucho más transportable que la información digital. El celuloide está demostrado que es capaz de resistir más de cien años. En cuanto al almacenamiento digital solo está demostrado que pueda resistir el paso del tiempo desde el que fue creado. Si fue creado hace diez años, nada puede demostrar que vaya a durar más. (por ejemplo los CD y DVD tienen una vida media de 15 años y los discos duros externos de 5 años)
Otra característica propia de la tecnología digital es que la filmación y la proyección de imágenes se realizan simultánea y conjuntamente con la banda sonora, también digital.